# Rudolf von Jhering
Caspar Rudolf (eller Rudolph) von Jhering (født 22. august 1818 i Aurich, død 17. september 1892 i Göttingen) var en tysk retslærd, søn af Georg Albrecht Jhering.
Jhering blev Dr. jur. 1842 i Berlin, privatdocent sammesteds 1843, ordentlig professor 1845 i Basel, 1846 i Rostock, 1849 i Kiel, 1852 i Giessen, 1868 i Wien, 1872 i Göttingen. Han var jurist af Guds nåde, et intuitivt juridiskt geni, en sprudlende rig og frodig natur, ærgerrig og selvfølende, ikke sjældent grovkornet og ikke altid taktfuld, en sprogets mester og behersker, besjælet af en mægtig drift til at rydde op i retsvidenskabens pulterkamre, vel ikke den store fornyer, en forgudende, men ofte ukritisk samtid anså ham for, men dog en sædemand, en befrugtende ånd som få. Han udgik fra den historiske skole, oprindelig som en beundrende tilbeder af G.F. Puchta, hvem han på et senere punkt i sin udvikling i de skarpeste udtryk betegnede som en fanatiker i juridisk konstruktion, som en træl af den af Jhering så inderlig forhadte og så heftig angrebne begrebsjurisprudens. Men Jhering var historiker af en egen slags, af en særlig støbning.
I et af hans hovedværker, det ufuldendte Geist des römischen Rechts auf den verschiedenen Stufen seiner Entwickelung (I, 1852, 6. oplag 1907, II, 1. afdeling 1854, 5. oplag 1894, 2. afdeling 1858, 5. oplag 1899, III 1. afdeling 1865, 5. oplag 1906) er hans mål ikke den historisk-deskriptive fremstilling, han negligerer tværtimod jævnlig de historiske kendsgerninger og begår væsentlige fejl, men han tilstræber at give en rettens naturlære; det er "idéen", han vil have frem, en historisk-filosofisk udredning af de virkende kræfter, de skjulte drivfjedre. "Gennem den romerske ret, men udover den" — således formulerede han et af de slagord, som var hans styrke, men også hans svaghed. Allerede i det nævnte skrift opererede han med den tankegang: formålet som skaber af al ret, der ligger til grund for hans andet hovedværk, det ligeledes ufuldendte Der Zweck im Recht (I 1877, II 1883, 5. oplag 1916), et skrift, der, mange åndfulde og værdifulde enkeltheder tiltrods, i anlæg og udførelse forråder en vis dilettantisme og uklarhed, og som derfor i de forskelligste videnskabelige lejre i Tyskland, både filosofiske og retsvidenskabelige, stadig betragtes med kritiske øjne.
End mere gælder dette de efter Jherings død af hans svigersøn Victor Ehrenberg udgivne Vorgeschichte der Indoeuropäer (1894) og Entwicklungsgeschichte des römischen Rechts (1894). Ualmindelig udbredelse vandt og begejstring fremkaldte Jherings lille lejlighedsskrift Der Kampf um’s Recht (1872, 19. oplag 1919, oversat på en mængde sprog, på dansk af C.C. Græbe 1875), der i flammende ord indskærper individet dets etiske pligt til retlig selvhævdelse; skrevet med blændende og bestikkende kunst lider dette arbejde dog af store svagheder. Vistnok af større videnskabelig vægt og værd er Jherings egentlge juridiske værker, Abhandlungen aus dem Römischen Recht (1844), Civilrechtsfälle ohne Entscheidungen (1847, 12. oplag ved Theodor Kipp 1913), det i forbindelse hermed stående Die Jurisprudenz des täglichen Lebens (1870, 13. oplag ved Georg Detmold 1908) og festskriftet til J.M.F. Birnbaum: Das Schuldmoment im römischen Privatrecht (1867); Die Jurisprudenz des täglichen Lebens anser en "Jhering-Fresser" som Josef Kohler for Jherings ypperste arbejde.
Mægtig indflydelse i tysk videnskab og retsliv i det hele vandt det af Jhering sammen med hans ven Karl von Gerber 1856 stiftede tidsskrift "Jahrbücher für die Dogmatik des römischen und deutschen Rechts", et tidsskrift, der bidrog væsentlig til at skaffe Jhering herredømmet og førerskabet inden for Tysklands civile verden. Nye problemer blev her stadig satte under debat i en stålende række afhandlinger, forenede i værket Gesammelte Aufsätze aus den Jahrbüchern für die Dogmatik des heutigen römischen und deutschen Privatrechts (I 1881, II 1882, III 1886), hvilket sluttede sig til bogen Vermischte Schriften juristischen Inhalts (1879). Særlig berømt blev Jherings Beiträge zur Lehre vom Besitz (1868, 2. oplag under titel Ueber den Grund des Besitzesschutzes 1869) og Der Besitzwille. Zugleich eine Kritik der herrschenden juristischen Methode (1889), der tilkastede den hidtil eneherskende Savignyske besiddelsesteori handsken, og som har spillet en hovedrolle i alle landes besiddelseslære ved sine teses om, at i besiddelsen beskyttes den formodede ejer, og at grænsen mellem besiddelse og den blotte indehaven ligger i denne indehavens retsgrund.
I Scherz und Ernst in der Jurisprudenz. Eine Weihnachtsgabe für das juristische Publikum (1885, 12. udgave 1921) rider Jhering ret sine videnskabelige kæpheste; i sin satiriske kamp mod begrebsjurisprudensen er han vel ofte vittig og træffende, men også uretfærdig og trættende. Bogen fremkaldte E.I. Bekkers Svar Ernst und Scherz über unsere Wissenschaft (1892). Af Jherings øvrige produktion skal endnu fremhæves Das Trinkgeld (1882, 4. oplag 1902). Hverken i det politiske eller det juridisk-praktiske liv havde Jhering deltaget. Han blev dog meget søgt som affatter af retsbetænkninger, afgav således blandt andet et responsum i den bekendte Lucca-Pistoja-aktiestrid (1867). I visse retninger var Jherings glimrende skikkelse længe et stridens tegn. Som andre fremragende personligheder fik han en skare eftersnakkere, der forfladede hans tanker; både fra nykantiansk og nyhegelsk side og fra friretsskolens apostle er der rettet skarpe angreb på ham. Overdrevent voldsomme og derfor skydende over målet er Kohlers hånende udfald mod ham. I strafferetten påvirkede Jhering den moderne skole. Mellem hans proklamation af formålet som det retsskabende og Franz von Liszts indførelse af formålstanken i strafferetten består der videnskabeligt og litterært en nær forbindelse. Værdifulde vurderinger af Jhering er vistnok givne af Ernst Landsberg i hans fremstilling af den tyske retsvidenskabs historie og af Ludwig Mitteis i Allgemeine Deutsche Biographie.